# Mariak
Mariak (deutsch Mariendorf) ist eine Ortschaft mit einem Schulzenamt der Landgemeinde Sośnie im Powiat Ostrowski der Woiwodschaft Großpolen in Polen.

## Geschichte

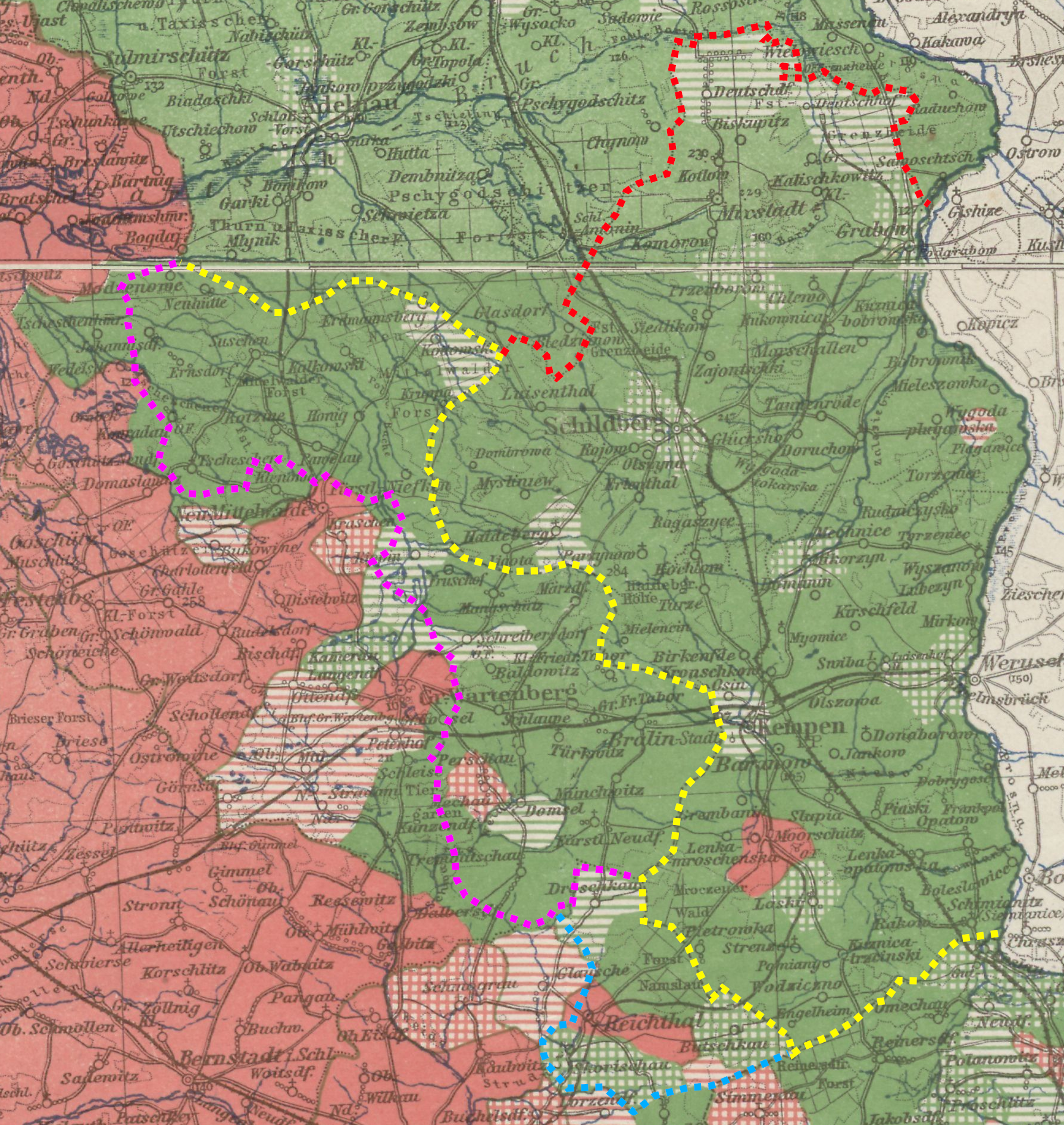
Sprachkarte aus dem Jahr 1910: Gelbe gestrichelte Linie: schlesisch-großpolnische Grenze, rosarote gestrichelte Linie: neue Grenze aus dem Jahr 1920

Der Ort in den Medziborer (etwa „zwischen Wäldern“) Gütern am nordöstlichen Rande Niederschlesiens im bewaldeten Grenzbereich zu Großpolen wurde vor dem Jahr 1800 erwähnt. Die im Jahr 1845 als Mariendorf, Mariak erwähnte zweisprachige Ortsnamen sind beide vom Personennamen Maria abgeleitet.
Mariendorf gehörte von 1818 bis 1920 dem schlesischen Landkreis Groß Wartenberg an. Mit dem überwiegend polnischsprachigen Ostteil des Landkreises wurde Mariak zum 10. Januar 1920 infolge des Versailler Vertrags vom Deutschen Reich an das wiedergegründete Polen abgetreten. Seitdem ist Mariak mit der Woiwodschaft Posen bzw. Großpolen verbunden, zunächst im Powiat Odolanowski, ab 1932 im Powiat Ostrowski.
Im Jahr 1921 gab es in der Gemeinde Marjak im Powiat Odolanów 39 Häuser mit 227 Einwohnern, 192 hielten sich für deutscher und 8 für polnischer Nationalität, 191 waren evangelisch, 9 römisch-katholisch. Im Gutsgebiet gab es dagegen 5 Häuser mit 22 Einwohnern, davon 20 evangelische und 2 römisch-katholische Deutsche.
Beim Überfall auf Polen 1939 wurde das Gebiet von den Deutschen besetzt und dem Landkreis Ostrowo im Reichsgau Wartheland zugeordnet. Nach dem Krieg verließ die Mehrheit der evangelischen Dorfbevölkerung den Ort.
Von 1975 bis 1998 gehörte Mariak zur Woiwodschaft Kalisz.